# Thư xin việc
Thư xin việc là một văn bản đính kèm, thường được yêu cầu trong các hồ sơ xin học bổng, tuyển dụng hay xin vào một chương trình học hoặc hoạt động ngoại khóa nào bên cạnh lý lịch trích ngang (résumé) hoặc hồ sơ xin việc (C. V.) để bày tỏ nguyện vọng của ứng viên về vị trí họ đang nhắm tới.

## Nội dung
Nếu như kinh nghiệm học tập, làm việc đều đã được thể hiện qua CV, thì thư xin việc sẽ thể hiện động cơ khiến bạn muốn được nhận vào vị trí mình đang ứng tuyển (một công việc, một chương trình học bổng). Thư xin việc cũng có thể nêu những thông tin cá nhân và kinh nghiệm, nhưng không phải là lặp lại những gì đã viết trong CV, mà bạn phải chọn những thông tin đắt giá nhất để làm nổi bật kinh nghiệm của mình và mong muốn vào làm việc tại công ty. Nói cách khác, thư xin việc giúp bạn làm rõ những gì chưa thể hiện được qua CV. 

## Hình thức
Độ dài của thư nên nằm trong 1 trang A4. Có rất nhiều lý do và mục đích để viết thư, và mỗi nguyên cớ sẽ có cách đề cập khác nhau. Tuy nhiên, một thư xin việc thông thường được chia làm năm phần:
- Phần I: Quốc hiệu , tiêu ngữ.
- Phần II: Giới thiệu về bản thân và vị trí mong muốn
- Phần III: Nêu rõ lý do bạn phù hợp với vị trí mong muốn
- Phần VI: Bày tỏ mong muốn được tiến vào vòng phỏng vấn
- Phần V: Kí tên, họ và tên.